# Gerichtsorganisation in Äthiopien
Die Gerichtsorganisation in Äthiopien ist entsprechend den pluralistischen Strukturen des Landes komplex: Es bestehen Verfassungsräte, Gerichte des Bundes und der Regionen, religiöse und traditionelle Gerichte, gesellschaftliche Gerichte, Stadtgerichte sowie eine Reihe weiterer spezieller Tribunale. Der amharische Ausdruck für Gericht ist ፍርድ ቤት Fǝrd Bet, deutsch ‚Haus des Urteils‘.
Während die materiellrechtlichen Kodifikationen Äthiopiens kontinentaleuropäischem, insbesondere französischem Vorbild (René David) folgen, orientieren sich Gerichtsorganisation und Prozessrecht eher am angloamerikanischen Recht.

## Verfassungsräte
Der Verfassungsrat auf Bundesebene (Council of Constitutional Inquiry, CCI) ist ein gerichtsähnliches Hilfsorgan des Bundeshauses, also des Oberhauses des Parlaments. Er besteht aus elf Mitgliedern, nämlich Präsident und Vizepräsident des Federal Supreme Court, sechs Rechtsexperten und drei Mitgliedern des Bundeshauses. Der Verfassungsrat untersucht Verfassungsstreitigkeiten und legt sie ggf. dem Bundeshaus zur Entscheidung vor.
Auch in den Regionen bestehen entsprechende Einrichtungen; die Entscheidungskompetenz liegt dort bei einer Constitutional Interpretation Commission.

## Gerichte des Bundes
Es gibt folgende Bundesgerichte:
- Federal Supreme Court (FSC; amharisch የፌዴራል ጠቅላይ ፍርድ ቤት yäFederal Ṭäqlay Fǝrd Bet, ፌ/ጠ/ፍ/ቤት; deutsch Oberstes Bundesgericht)[7]
- Federal High Court (FHC; የፌዴራል ከፍተኛ ፍርድ ቤት yäFederal Käffǝtäñña Fǝrd Bet, ፌ/ከ/ፍ/ቤት; Bundesobergericht)
- Federal First Instance Court (FFIC; የፌዴራል የመጀመሪያ ደረጃ ፍርድ ቤት yäFederal yäMäǧämmäriya Däräǧa Fǝrd Bet, ፌ/መ/ደ/ፍ/ቤት; Bundesgericht erster Instanz).

Die Gerichtsbarkeit des Bundes ist nach US-amerikanischem Vorbild geregelt und gegeben
- in Rechtssachen, deren Gegenstand nach bestimmtem Bundesrecht zu entscheiden ist[9]
- in Rechtssachen, bei denen bestimmte Personen beteiligt sind, insbesondere Personen aus verschiedenen Regionen, Ausländer oder die Bundesregierung[10]
- in Rechtssachen aus den beiden Bundesstädten[11]
- in Rechtssachen aus den Regionen bei der Kassation durch den FSC.[12]

Erstinstanzlich ist grundsätzlich der Federal First Instance Court zuständig, jedoch
- der Federal High Court
  - in Zivilsachen, deren Streitwert 500.000 Birr übersteigt oder die das Internationale Privatrecht, Fragen der Staatsangehörigkeit oder die Vollstreckung ausländischer Entscheidungen zum Gegenstand haben[13]
  - in Strafsachen, die Taten gegen den Nationalstaat, die innere Sicherheit, ausländische Staaten, das Völkerrecht oder den Luftverkehr sowie Drogendelikte oder Gruppenkonflikte betreffen;[14]
- der Federal Supreme Court
  - in Strafsachen, die von Amtsträgern der Bundesregierung oder von Repräsentanten ausländischer Staaten begangen wurden.[15]

Rechtsmittel sind die Berufung (ይግባኝ yǝgbaññ) vor dem FHC und dem FSC und die Kassation (ሰበር säbbär) vor dem FSC. Kassationsentscheidungen des FSC haben seit 2005 über den Einzelfall hinausgehende Bindungswirkung.
Außerhalb der Bundesstädte ist grundsätzlich die Gerichtsbarkeit des FFIC an den High Court der Region und die des FHC an den Supreme Court der Region delegiert. In den schwächeren Regionen Afar, Benishangul, Gambella, Somali und der SNNPR jedoch entscheidet der FHC selbst.
Arbeitssprache der Bundesgerichte ist Amharisch.

## Gerichte der Regionen
Auch die Gerichtsbarkeit der Regionen ist dreistufig aufgebaut mit
- Supreme Court
- High Court
- Woreda/District Court,[23]

wobei Supreme Court und High Court gegebenenfalls auch Gerichtsbarkeit des Bundes ausüben (siehe oben).

## Gesellschaftliche Gerichte
Unter den genannten Gerichten ist auf Ebene der Gemeinde (ቀበሌ qäbäle) das gesellschaftliche Gericht (social court; ማህበራዊ ፍርድ ቤት Mahbärawi Fǝrd Bet) angesiedelt. Es entscheidet über weniger bedeutsame Zivil- und Strafsachen und ist somit den Schiedsämtern in Deutschland vergleichbar. Berufung geht an die Bundes- bzw. Regionalgerichte.
Ähnlich verhält es sich mit dem Labour Relations Board (የአሠሪና ሠራተኛ ጉዳይ ወሳኝ ቦርድ yäʾAśśärinna Śärratäñña Gudday Wäsañ Bord).

## Religiöse Gerichte
Als religiöse Gerichte im Sinne der Verfassung bestehen Scharia-Gerichte (የሸሪዓ ፍርድ ቤቶች yäŠäriʿa Fǝrd Betočč) für familien- und erbrechtliche Angelegenheiten des muslimischen Teils der Bevölkerung, der etwa 40 % ausmacht. Sie sind in der Regel dreistufig organisiert, beispielsweise für die beiden Bundesstädte als
- Federal Supreme Court of Sharia
- Federal High Court of Sharia
- Federal First Instance Court of Sharia.[27]

Sie treten in den bezeichneten Angelegenheiten an die Stelle der Bundes- bzw. Regionalgerichte. Voraussetzung ist, dass die Prozessbeteiligten der Scharia-Gerichtsbarkeit zugestimmt haben.

## Traditionelle Gerichte
Wie bei den religiösen Gerichten erfordert die Gerichtsbarkeit der traditionellen Gerichte (customary courts) die Zustimmung der Prozessbeteiligten. Anders als jene werden die traditionellen Gerichte jedoch nicht durch staatliches Recht geregelt, sondern staatlicherseits nur allgemein anerkannt. Die Bezeichnungen dieser Gerichte sind vielfältig, beispielsweise Älteste (ሽማግሌ šǝmagǝlle) bei den Amhara.

## Stadtgerichte
In Städten, bestehend jeweils aus einem oder mehreren Kebeles mit Körperschaftsstatus, sind zum Teil Stadtgerichte (city courts; የከተማ ፍርድ ቤቶች yäKätäma Fǝrd Betočč) eingerichtet, beispielsweise in den Bundesstädten oder in der Region Oromia. Ihre Zuständigkeit kann sich etwa auf Verwaltungssachen, Angelegenheiten der freiwilligen Gerichtsbarkeit und kleinere Strafsachen erstrecken. In den Bundesstädten sind diese Gerichte zweistufig organisiert mit First Instance Court und Appelate Court sowie Kassationsmöglichkeit beim FSC.

## Weitere Gerichte
Es bestehen weitere spezielle Gerichte, im Bund zum Beispiel
- Intellectual Property Tribunal (የአእምሯዊ ንብረት ትሪቡናል yäʾAʾmǝrʷäwi Nǝbrät Tribunal)[32]
- Tax Appeal Commission (የታክስ ይግባኝ ኮሚሽን yäTaks Yǝgbaññ Komišǝn)[33]

mit Rechtsmittel zum Federal High Court und
- Civil Servants Administrative Tribunal (የመንግሥት ሠራተኞች አስተዳደር ፍርድ ቤት yäMängǝśt Śärratäññočč Astädadär Fǝrd Bet)[34]
- Militärgerichte erster und zweiter Instanz (ቀዳሚ ወታደራዊ ፍርድ ቤት Qädami Wättaddärawi Fǝrd Bet, ይግባኝ ሰሚ ወታደራዊ ፍርድ ቤት Yǝgbaññ Sämi Wättaddärawi Fǝrd Bet)[35]

mit Rechtsmittel zum Federal Supreme Court.

## Geschichte

### Gerichtsverfassung von 1942 bis 1974
Nach dem Ende der italienischen Besatzung erging die Administration of Justice Proclamation. Sie sah folgenden sechsstufigen Gerichtsaufbau vor:
1. Supreme Imperial Court (ጠቅላይ የንጉሠ ነገሥት ፍርድ ቤት Ṭäqlay yäNǝguśä Nägäśt Fǝrd Bet, mit dem አፈ ንጉሥ Afä Nǝguś, deutsch ‚Mund des Königs‘ als oberstem Richter[36])
2. High Court (ከፍተኛ ፍርድ ቤት Käffǝtäñña Fǝrd Bet)
3. Provincial Court (ጠቅላይ ግዛት ፍርድ ቤት Ṭäqlay Gǝzat Fǝrd Bet)
4. Regional Court (አውራጃ ግዛት ፍርድ ቤቶች Awraǧǧa Gǝzat Fǝrd Bet)
5. District Court (ወረዳ ግዛት ፍርድ ቤት Wäräda Gǝzat Fǝrd Bet)
6. Sub-District Court (የምከትል ወረዳ ግዛት ፍርድ ቤት yäMǝkǝttǝl Wäräda Gǝzat Fǝrd Bet).[37]

Zusätzlich wurden 1942 Kadi-Gerichte als Vorgänger der Scharia-Gerichte und 1947 örtliche Richter (አጥቢያ ዳኛ aṭbiya dañña) als Vorgänger der gesellschaftlichen Gerichte eingerichtet.
Zur Zeit der Föderation zwischen Äthiopien und Eritrea (1952–1962) fungierten der Supreme Imperial Court auch als Federal Supreme Court, der High Court auch als Federal High Court.
In der Strafprozessordnung von 1961 und in der Zivilprozessordnung von 1965 fanden Provincial Court und Sub-District Court keine Erwähnung mehr. Provincial Court und High Court wurden zusammengelegt, und der Sub-District Court entfiel, so dass eine vierstufige Gerichtsbarkeit entstand.

### Throngerichtsbarkeit (Zufan Chilot) bis 1974
Im äthiopischen Kaiserreich gab es die Möglichkeit, einen Fall nach Erschöpfung des Rechtswegs dem Kaiser zur Entscheidung vorzulegen. Diese Throngerichtsbarkeit (ዙፋን ችሎት Zufan Čǝlot, englisch zumeist Zufan Chilot) wurde in den Verfassungen von 1931 und 1955 nicht ausdrücklich erwähnt, ließ sich aber aus den verfassungsrechtlich abgesicherten Prärogativen des Kaisers herleiten und fand ihren einfachgesetzlichen Ausdruck in der Strafprozessordnung von 1961 (Art. 183) wie der Zivilprozessordnung von 1965 (Art. 322, 361–370). Der Kaiser bediente sich im Rahmen seiner Throngerichtsbarkeit zweier Hilfsorgane bzw. -verfahren: Die Anträge durchliefen zunächst eine gerichtliche Untersuchung (ፍርድ ምርመራ Fǝrd Mǝrmära) mit Verwerfung oder Entscheidungsempfehlung an den Kaiser. Wollte der Kaiser von sich aus weitere rechtliche Expertise in Anspruch nehmen, gab es hierfür die Kassationsanhörung (ሰበር ሰሚ Säbbär Sämi). Die Throngerichtsbarkeit endete mit dem sozialistischen Umsturz 1974.

### Gerichtsverfassung von 1975 bis 1991
Das realsozialistische Derg-Regime erließ bereits 1975 eine neue Administration of Justice Proclamation; es blieb bei dem vierstufigen Gerichtsaufbau. Neu waren die 1981 eingerichteten Sondergerichte. Im Zusammenhang mit der Verfassung von 1987 wurden Bestimmungen neu gefasst und eine Militärgerichtsbarkeit geschaffen. 1989 entstanden die gesellschaftlichen Gerichte.
In der Übergangszeit ab 1991 bildete sich der föderale Gerichtsaufbau heraus.